# Waldemir Soares de Miranda
Waldemir Soares de Miranda (Caiçara, 24 de abril de 1903 - Recife, 1 de novembro de 2009) foi um médico, professor e ensaísta brasileiro.
Fundador e primeiro diretor da Faculdade de Ciências Médicas de Pernambuco (1950-1956), era sócio honorário da Sociedade Brasileira de Médicos Escritores, Regional de Pernambuco, e membro da Academia Pernambucana de Letras (Cadeira nº 11), tendo sido seu presidente no período 1982-1992. Também era membro da Academia Pernambucana de Medicina.
Mesmo após seu centenário, continuou na atividade médica, como diretor da Casa de Saúde São Marcos.

## Cidadão pernambucano
Waldemir Miranda exerceu sua atividade profissional em Pernambuco desde 1928.
Criou o Instituto de Radioterapia Waldemir Miranda em 1940.
Fundou a Faculdade de Ciências Médicas de Pernambuco em 1950, tendo sido seu primeiro diretor.
Criou, também, a Casa de Saúde São Marcos.
Após dedicar sua vida profissional e literária a Pernambuco, recebeu, da Assembleia legislativa do estado, o título de Cidadão pernambucano, em sessão ordinária de 24 de abril de 2002, por ocasião de seu 99º aniversário.
A Academia Pernambucana de Letras, em sessão solene, homenageou seu membro mais idoso (era o acadêmico mais idoso do Brasil), no dia 10 de março de 2008, em comemoração aos seus 105 anos.